# جعبه مهتاب
جعبه مهتاب (به انگلیسی: Box of Moonlight) فیلمی محصول سال ۱۹۹۶ و به کارگردانی تام دی‌چیلو است. در این فیلم بازیگرانی همچون جان تورتورو، سم راکول، کاترین کینر، لیسا بلونت، آنی کورلی و درموت مالرونی ایفای نقش کرده‌اند.